# Sprühdose

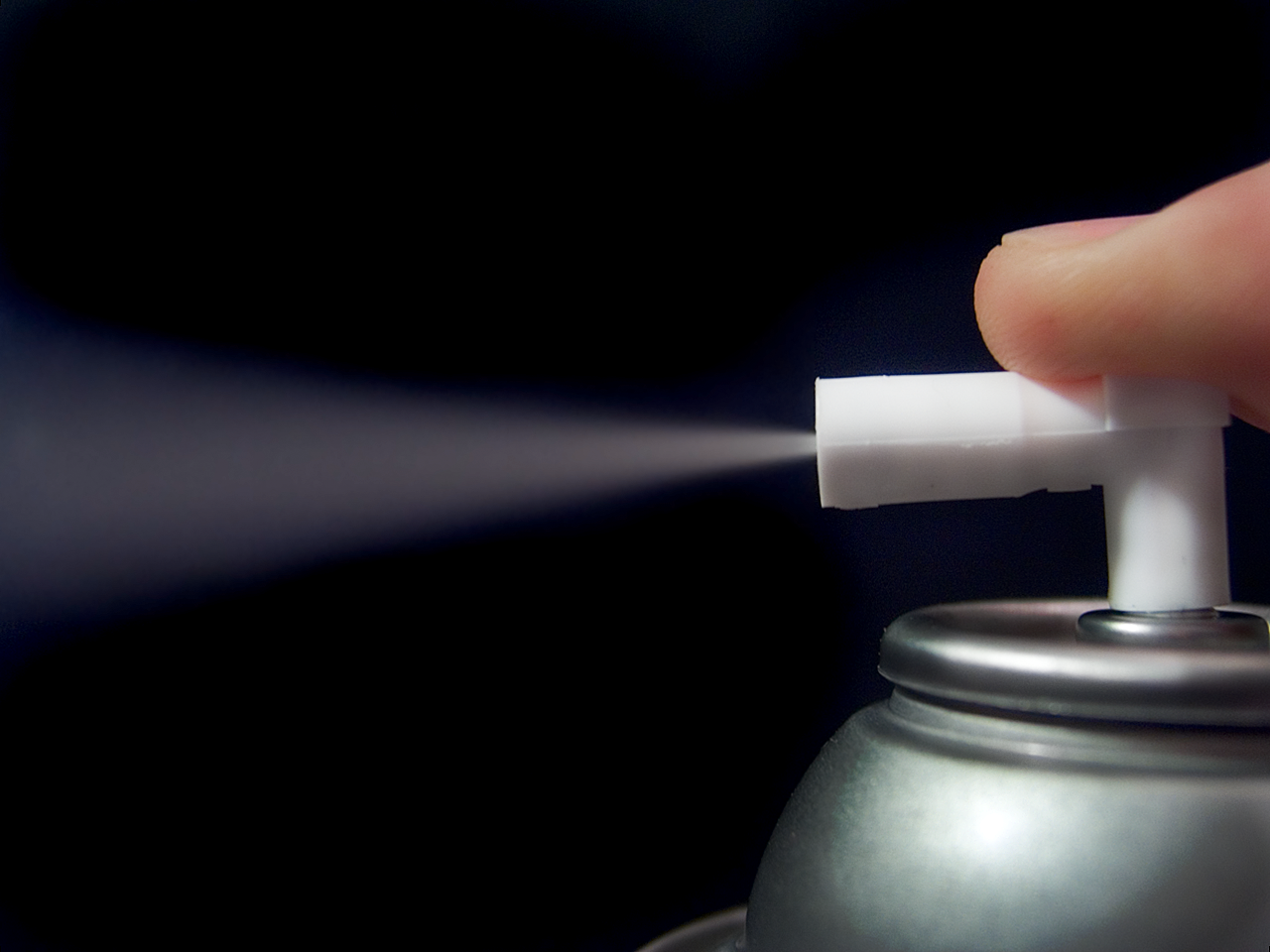
Betätigte Sprühdose

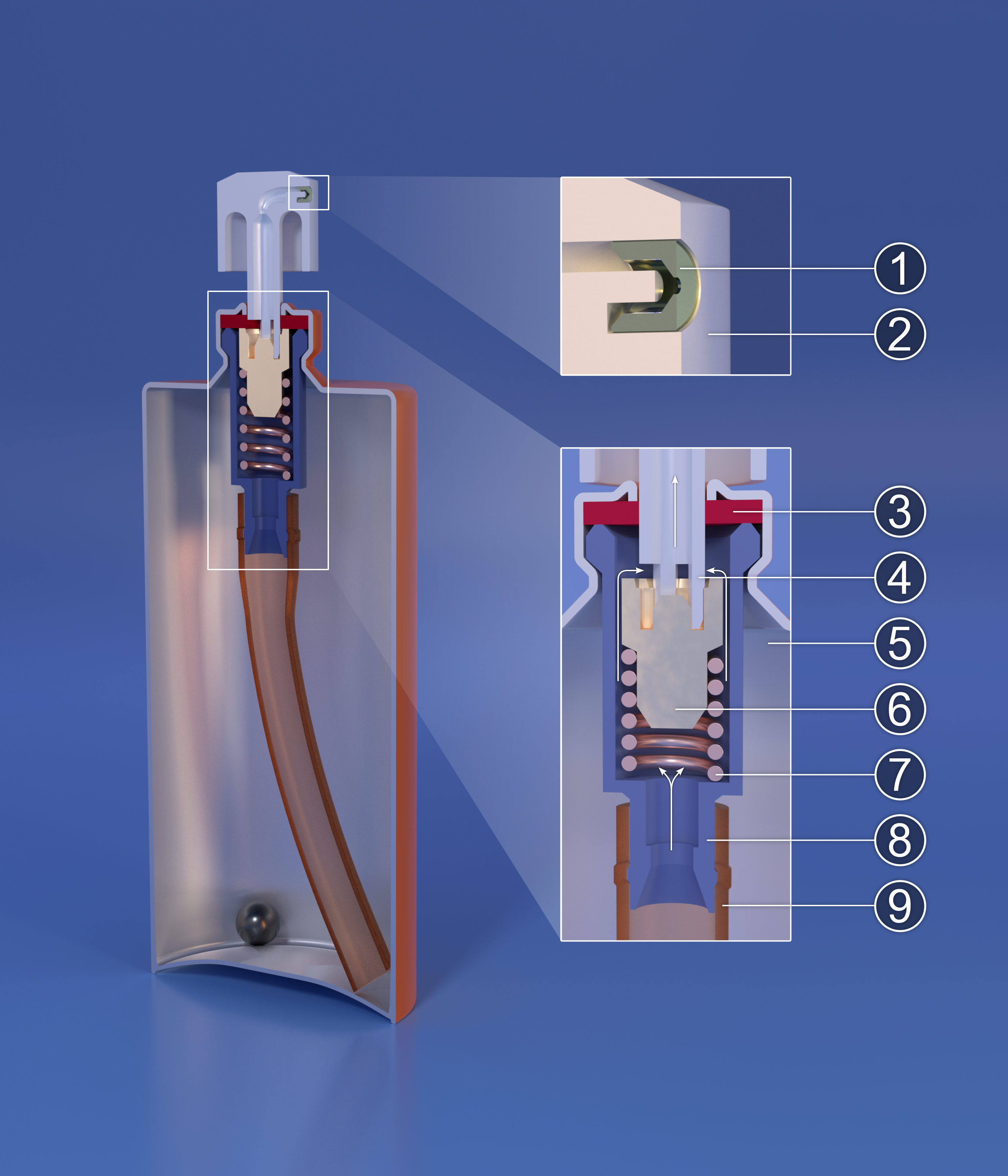
Modell einer Sprühdose
1 Sprüheinsatz
2 Druckkopf
3 Dichtungsring
4 Druckkopfstiel
5 Dosengehäuse
6 Federkappe
7 Feder
8 Ventilgehäuse
9 Eintauchschlauch

Eine Sprühdose (auch Spraydose, Aerosoldose oder Aerosolpackung) ist eine Metalldose zum Versprühen von Flüssigkeiten wie Haarspray, Deodorant, Rasierschaum, Farbe, Möbelpolitur, Öl oder auch Sprühsahne. Diese stehen unter Druck, als Treibgase kommen Propan, Butan, Dimethylether oder Gemische daraus zum Einsatz (wo möglich, auch komprimierte Luft oder Stickstoff). Ozonschädliche FCKW-Treibmittel werden in Sprühdosen in Deutschland seit etwa Mitte der 1980er Jahre nicht mehr verwendet.
Durch eine feine Düse können die Inhaltsstoffe der Sprühdosen herausgesprüht, zerstäubt und aufgetragen werden. Je nach Anwendung entsteht unmittelbar nach Austritt der Flüssigkeit, abhängig von der Menge an Treibgas, ein Aerosol oder ein Schaum, wenn die Flüssigkeit nicht durch gröbere Verteilung einen kleinen Sprühstrahl bildet. In der Regel ist der Druck höher und das Aerosol feiner als bei dem alternativen Pumpzerstäuber. Gegenüber anderen Zerstäubern bieten Sprühdosen bei kleiner Bauform hohe Sprühleistung. Da die Treibgase und oft auch die eigentlichen Inhaltsstoffe brennbar sind, sollten diese nicht mit Zündquellen (Flammen, heißen Oberflächen, elektrischen Entladungen) in Kontakt kommen. Sprühdosen sollten auch nicht auf über 50 Grad Celsius erhitzt werden, da der Füllinhalt zu hohen Dampf- oder Gasdruck entwickeln und die Dose zum Platzen bringen kann.
Abwandlungen dienen als Lieferant für Gase:
- Eine Spraydose, nur mit Treibmittel gefüllt, dient zum säubernden Ausblasen, etwa in der Elektronik, oder zum Betrieb eines Presslufthorns, Z. B. am Fußballplatz.
- Gefäße aus Kunststoff werden für die Feuerzeugnachfüllung mit flüssigem Butan verwendet. Hier ist kein Steigrohr verbaut, sondern die Dose wird auf den Kopf gestellt und auf den Drückstift ein zum Feuerzeug passender Adapter aufgesetzt.
- Brenngase zum Löten und Schweißen sind für kleine Geräte in 200–600-ml-Dosen erhältlich. Sie weisen ein 1-Zoll-Drückventil ohne herausragenden Stift auf. Der Stift sitzt im Schraubanschluss, der auf ein zölliges, feines Außengewinde der Blechdose passt.

Sprühdosen mit (Lack-)farbe werden zum Beispiel von Graffiti-Künstlern benutzt.

## Geschichte

### Der Ingenieur: Erik Andreas Rotheim
Der norwegische Ingenieur Erik Andreas Rotheim sorgte mit seiner Erfindung für die eigentliche „Geburt“ der Spraydose. Am 9. Oktober 1927 erhielt er in Deutschland das Patent für „Verfahren und Vorrichtung zum Ausspritzen oder Verteilen von Flüssigkeiten oder halbflüssigen Massen“. Damit schuf er die technische Grundlage für alle weiteren Entwicklungen kommender Generationen. Ursprünglich auf der Suche nach der besten Methode zum Einwachsen seiner Skier ahnte er vermutlich schon bei der Patenteinreichung die weiteren vielfältigen Anwendungsmöglichkeiten seiner Erfindung. Bereits in der ersten Patentschrift zählte er für einen denkbaren Einsatz seiner Druckgasverpackung auf: „z. B. Öle, Fette, flüssige Seifen, Harze, Paraffine, Wachsarten, Farben, Malfarben, Anstrichmittel, Firnisse, Lacke (z. B. Celluloselacke), Kautschuk, Gummi, Leim, Desinfektionsmittel, Imprägnierungsmittel, Schutzmittel, Putzmittel, Düngemittel, Feuerlöschmittel, kosmetische Präparate, organische und anorganische Flüssigkeiten …“

### Der Farbenfabrikant: Richard Bjercke
In den ersten Jahren blieb die Neuheit zunächst in Norwegen, das nach der Erfindung auch Schauplatz der ersten kommerziellen Produktion von Spraydosen war. Der Farbenfabrikant Richard Bjercke, der eng mit Rotheim zusammenarbeitete, produzierte zusammen mit Alf Bjercke zunächst im kleinen Maßstab Farb- und Lackspraydosen und entwickelte die Technik dabei weiter. Die Farbfabrik der Bjerckes in Oslo war zu ihrer Zeit die größte Produktionsstätte von Farben und Lacken in Norwegen.

### Der Feinmechaniker: Frode Mortensen
Der Feinmechaniker Frode Mortensen kümmerte sich als Dritter im Bunde der norwegischen Tüftler um das „Drumherum“ und die richtige Ventiltechnik der neuartigen Farbsprays. Seine Patente auf verbesserte Druckbehälter und optimierte Ventile folgten 1938 und 1939.

### Der Chemiker: Lyle D. Goodhue
Der Chemiker Lyle D. Goodhue war bereits seit 1935 auf der Suche nach einem geeigneten Treib- und Lösungsmittel, mit dessen Hilfe man Insektenbekämpfungsmittel zerstäuben konnte. Halogenverbindungen mit einem niedrigen Siedepunkt standen im Fokus seiner Forschungen. Gut geeignet als Treibmittel waren diese Stoffe auch deshalb, weil sie nicht brennbar und weitgehend ungiftig waren.

### Der Insektenforscher: William N. Sullivan
Zusammen mit dem Insektenforscher (Entomologen) William N. Sullivan testete Goodhue abenteuerliche Verfahren der Chemikalien-Vernebelung. Die Tests der verschiedenen Treibmittel führten immer wieder in Sackgassen, bis Goodhue sich an eine ihrer ersten Ideen und an die Arbeiten von Rotheim erinnerte: Das Treibmittel Nr. 12, später bekannt als Freon 12, gemischt mit dem benötigten Insektenbekämpfungsmittel und in eine ventilbestückte Druckgasflasche nach dem Rotheimschen Prinzip abgefüllt, brachte das gewünschte Ergebnis: Die legendäre „bug bomb“ („Insektenbombe“) war geboren.
Von da an fand die Spraydose reißenden Absatz: Zunächst rettete sie ab 1942 unzähligen amerikanischen Soldaten das Leben, die im Pazifikkrieg nicht nur gegen die Japaner, sondern auch gegen die Malaria-übertragende Anopheles-Mücke kämpften. Nach Kriegsende übernahmen und vermarkteten findige Fabrikanten die nun überaus beliebte Druckgas-Innovation zunehmend für Produkte des täglichen Bedarfs. Modifizierte Bierdosen mit Plastikventilen waren der Anfang der haushaltsgerechten Massenprodukte: Die Dosen wurden handlicher, die Behälter leichter und die Ventile kostengünstiger in der Herstellung. In Europa eroberte die moderne Spraydose während der Zeit des Wirtschaftswunders Mitte der 1950er Jahre die privaten Haushalte. Die Dosen wurden mittlerweile aus leichtem Aluminium oder Weißblech und darüber hinaus in viel kleineren und verbraucherfreundlicheren Formaten als vorher hergestellt.
Der erste Verkaufsschlager wurde das Haarspray. Das „flüssige Haarnetz“ auf Knopfdruck ermöglichte der Damenwelt und ihren Friseuren ab 1955 ungeahnte Stylingmöglichkeiten und eine völlig neue Frisurenmode. Seit seiner Einführung sitzt die Frisur „zu jeder Tageszeit an jedem Ort“, wie die Werbung damals versprach. Oder: „Ob Wind, ob Frost, ob Regen – das Spray macht die Haare fit für jedes Wetter“. Haarspray und Deodorant machen heute den größten Anteil an Aerosolprodukten aus. Ein Produkt nach dem anderen wanderte mittlerweile in die Spraydose: Kosmetik, Lacke, Haushaltspflegemittel, aber auch Arzneien oder Lebensmittel. Zwischen der ersten Nachkriegsproduktion in Kansas mit 105.000 Stück im Jahr 1946 bis zur heutigen Herstellung von jährlich mehreren Milliarden Spraydosen weltweit liegen nur wenige Jahrzehnte.

### Der Erfinder des Ein-Zoll-Ventils: Robert Abplanalp
Der Ingenieur Robert Abplanalp erfand ein Ventil (das später sogenannte Ein-Zoll-Ventil), das es ermöglichte, Flüssigkeiten, die sich in einer Dose befanden, mit Hilfe eines zugesetzten Treibmittels zu versprühen. Das Ventil konnte einfach und preiswert in Massenproduktion hergestellt werden. Das bis dahin viel zu große Gewicht der zugehörigen Sprühdosen wurde durch die Verwendung des viel leichteren Aluminiums entscheidend verringert, so dass nun alle möglichen Stoffe in Sprühdosen billig und dabei leicht zu handhaben angeboten werden konnten. Damit konnte der Siegeszug der Sprühdose beginnen. Abplanalp ließ sich seine Erfindung patentieren und gründete 1949 mit zwei Partnern die Precision Valve Corporation in Yonkers. Ende der 1950er Jahre kaufte Abplanalp die Anteile der beiden Mitbegründer auf und wurde zum Alleininhaber. Die Precision Valve Corporation erlangte die Führung auf dem Weltmarkt. Im Jahre 2004 stellte das Unternehmen rund 4 Milliarden Spraydosen pro Jahr her und hielt über 300 Patente aus diesem Produktionsbereich. Die Schädlichkeit der Treibgase FCKW (Fluorchlorkohlenwasserstoffe) – Schädigung der Ozonschicht und Beitrag zum Treibhauseffekt – wurden in den 1980er Jahren erkannt und nach internationaler Regulierung wurden FCKW im Wesentlichen durch andere Stoffe als Treibgas ersetzt.

## Treibgas
Frühe experimentelle Sprühdosen verwendeten Druckluft als Treibgas. Da sich Druckluft bei Raumtemperatur nicht verflüssigen lässt, war der Treibgasvorrat in diesen Dosen dementsprechend gering. Das Treibgas war meist eher erschöpft als der Nutzinhalt. Deswegen werden leicht verflüssigbare Gase als Treibgas verwendet, bei denen der größte Teil in der Dose in flüssiger Form vorliegt. Früher wurde bevorzugt Dichlordifluormethan (R12, Handelsnamen Frigen und Freon) verwendet. Dieses Gas war unbrennbar, reaktionsträge und ungiftig, galt also als sicher. Ausgehend von Veröffentlichungen in 1974 und 1976 setzte sich bis 1985 (Wiener Übereinkommen zum Schutz der Ozonschicht) die Erkenntnis durch, dass FCKW wie Dichlordifluormethan die Ozonschicht der Erde nachhaltig schädigen. Es wurde deswegen durch andere, weniger umweltschädliche Treibgase ersetzt, die aber dafür im Gebrauch andere Nachteile besitzen. Häufig werden Gemische niederer Alkane wie Propan (R290), n-Butan (R600) und 2-Methylpropan (Isobutan, R600a) verwendet. Dimethylether und Ethylmethylether werden ebenfalls verwendet. Diese Treibgase sind entzündbar und können mit Luft explosionsfähige Gemische bilden. Für Lebensmittel werden Kohlenstoffdioxid (R744) und Distickstoffmonoxid (Lachgas) verwendet. Diese Treibgase haben bei Raumtemperatur einen höheren Dampfdruck als die vorgenannten Treibgase, deswegen müssen die Sprühdosen robuster aufgebaut sein, was einen Kostennachteil darstellt. Für Medizinprodukte werden  1,1,1,2-Tetrafluorethan (R134a) oder 1,1,1,2,3,3,3-Heptafluorpropan (R227ea) verwendet.
| Treibgas                       | Kurzzeichen nach DIN 8960 | Summenformel | molare Masse (g/mol) | Schmelzpunkt (°C) | Siedepunkt (°C) | Dampfdruck bei 20 °C (bar) | Dampfdruck bei 30 °C (bar) | Dampfdruck bei 50 °C (bar) | Ozonabbaupotential ODP (R12=1) | Treibhauspotential GWP (CO2=1) | Q      |
| ------------------------------ | ------------------------- | ------------ | -------------------- | ----------------- | --------------- | -------------------------- | -------------------------- | -------------------------- | ------------------------------ | ------------------------------ | ------ |
| Ethylmethylether               |                           | C3H8O        | 060,1                | −139,2            | 07,4            | 01,601                     | 02,3                       | 04,1                       |                                |                                | [ 3 ]  |
| n-Butan                        | R-600                     | C4H10        | 058,12               | −138,29           | 0−0,5           | 02,081                     | 02,8                       | 04,9                       | 0                              | 3                              | [ 4 ]  |
| Isobutan (2-Methylpropan)      | R-600a                    | C4H10        | 058,12               | −159,42           | −11,7           | 03,019                     | 04,1                       | 06,78                      | 0                              | 3                              | [ 5 ]  |
| 1,1,1,2,3,3,3-Heptafluorpropan | R-227ea                   | C3HF7        | 170,03               | −131              | −17,3           | 03,993                     | 0                          | 09,16                      | 0                              | 2900                           | [ 6 ]  |
| Dimethylether                  |                           | C2H6O        | 046,07               | −141,5            | −24,82          | 05,102                     | 06,9                       | 11,431                     | 0                              |                                | [ 7 ]  |
| 1,1,1,2-Tetrafluorethan        | R-134a                    | C2H2F4       | 102,04               | −101              | −26             | 05,7                       | 07,7                       | 13,2                       | 0                              | 1300                           | [ 8 ]  |
| Dichlordifluormethan           | R-12                      | CCl2F2       | 120,91               | −157,8            | −29,8           | 05,7                       | 07,5                       | 12,2                       | 1                              | 8100                           | [ 9 ]  |
| Propan                         | R-290                     | C3H8         | 044,1                | −188              | −42             | 08,327                     | 10,8                       | 17,081                     | 0                              | 3                              | [ 10 ] |
| Distickstoffmonoxid            |                           | N2O          | 044,01               | 0−90,8            | −88,5           | 50,599                     | 63,2                       | ÜK                         |                                | 298                            | [ 11 ] |
| Kohlenstoffdioxid              | R-744                     | CO2          | 044,01               | 0−56,57           | −78,5           | 57,3                       | 72,1                       | ÜK                         | 0                              | 1                              | [ 12 ] |

ÜK (überkritisch): Wird die Kritische Temperatur für N2O (TK / pK = 36,5 °C / 72,7 bar) bzw. CO2 (31 °C / 73,8 bar) überschritten, gibt es keine flüssige Phase mehr.

## Aufbau einer Sprühdose
Der Grundbestandteil ist in aller Regel zunächst ein Metallbehälter, die eigentliche „Dose“ aus Weißblech oder Aluminium. Der Boden dieser Dose ist aus verschiedenen Gründen nach innen gewölbt:
- Gewölbte Formen sind druckstabiler als flache Böden, die sich bereits unter leichtem Druck nach außen wölben würden.
- Aus Sicherheitsgründen (wenn durch starke Hitzeeinwirkung ein Überdruck entsteht, kann sich der Boden nach außen wölben und so für eine Druckentlastung sorgen).
- Zur effektiven Produktnutzung; das bis unten an den inneren Dosenrand reichende Steigrohr erreicht auch den letzten Tropfen des Produktes.
- Die Sprühdose lässt sich hinstellen und somit besser handhaben.

Oben auf dem Metallbehälter sitzen Ventil, Sprühkopf und Schutzkappe: Ventil und Sprühkopf sind verantwortlich für die „Vernebelung“ des Produkts und die genaue Dosierbarkeit. Der Sprühkopf wird mit einer (bei manchen Dosen abnehmbaren) Schutzkappe versehen. Der Ventilkörper ist mit einem Steigrohr verbunden, das ins Innere der Spraydose führt. Es reicht bis auf ihren Boden und sorgt dafür, dass sie komplett und gleichmäßig entleert wird. Die Gasphase im Inneren der Dose dient zusätzlich als Expansionsraum. Dadurch wird gewährleistet, dass die gefüllte Sprühdose Temperaturen bis 50 °C standhält.
Weitere, unverzichtbare Bestandteile der Sprühdose sind das flüssige Treibmittel bzw. -gas, denn es erzeugt den nötigen Druck zum Sprühen, und nicht zuletzt das eigentliche Produkt – der Wirkstoff, der versprüht werden soll. Letzterer ist flüssig und in der Dose vermischt mit dem Treibmittel bzw. -gas.
Spraydosen aus Weißblech oder Aluminium müssen materialabhängig in unterschiedlichen Formungs- und Produktionsprozessen geformt werden. Die Dosen werden deshalb von jeweils spezialisierten Betrieben produziert.

### Herstellung von Sprühdosen aus Weißblech
Tonnenschwere aufgerollte lange Blechbänder sind Ausgangspunkt für die Herstellung von dreiteiligen Weißblech-Spraydosen. Die Fertigung beginnt dabei zunächst mit dem Zuschnitt von quadratischen „handlichen“ Tafeln, die dann bedruckt werden: Weißlackierung, Farbbedruckung und Schutzlackierung für den äußeren Look, Innenlackierung je nach späterer Füllung zum Schutz vor Korrosion. Insbesondere Farbsprühdosen mit wasserhaltigen Farben bedürfen eines starken Korrosionsschutzes.
Aus der bedruckten Tafel wird dann der Rumpf der Dose ausgeschnitten, zu einem Zylinder geformt und verschweißt. Zum Korrosionsschutz der Schweißnaht wird danach ein Lack oder ein Pulver aufgebracht. Der Deckel (die sogenannte Kuppel) und der Boden der Dose werden separat ebenfalls aus flachen Weißblechtafeln hergestellt. Bei der Deckel- und Bodenbördelung werden dann diese drei Teile durch das so genannte Falzen fest miteinander verbunden. Eine Prüfung auf Druckstabilität und Dichtigkeit schließt den Fertigungsprozess ab. Neben dem traditionellen Herstellungsverfahren für dreiteilige Weißblechdosen gibt es noch ein Verfahren für zweiteilige Weißblechdosen, bei dem aus einem Weißblechband ein Napf gezogen und abgestreckt wird. Der daraus resultierende Dosenkörper wird dann wie bei der dreiteiligen Dose mit dem Deckel verfalzt.

### Herstellung von Sprühdosen aus Aluminium
Sprühdosen aus Aluminium werden nahtlos aus einem Stück hergestellt. Ausgangsmaterial sind Aluminiumbänder. Daraus werden kreisrunde Scheiben (so genannte Butzen) gestanzt und in einer Presse (Kaltfließpressverfahren) zu Rohdosen geformt. In den weiteren Bearbeitungsschritten werden die Dosen gewaschen, innen und außen lackiert und dann bedruckt. Zum Schluss wird die so genannte Schulter und der Ventilsitz geformt. Auch hier schließt der Produktionsprozess mit der Dichtigkeitsprüfung der fertigen Dose ab.

## Abfüllung der Sprühdosen
Alle Sprühdosen – ob Weißblech oder Aluminium – werden im Abfüllbetrieb komplett automatisch und grundsätzlich auf die gleiche Art abgefüllt: Nachdem die Dose mit dem Produkt befüllt wurde, folgen die Ventileinsetzung und -überprüfung. Anschließend erfolgt das dichte Verschließen der Dose mit dem Ventilteller mittels Crimpen. Dabei entsteht eine dichte (homogene) Verbindung zwischen Dose und Ventilteller. Erst danach erfolgt die Treibgasbefüllung je nach Art des Treibmittels. Bei brennbaren, unter Druck verflüssigten Treibmitteln wie Propan/Butan erfolgt die Befüllung in einem separaten, explosionsgeschützten Raum. Zur Sicherheit wird die Spraydose nie zu 100 Prozent befüllt, denn das Treibmittel muss sich in der gasförmigen Phase im „Expansionsraum“ ausdehnen können.
Im Farbeneinzelhandel werden auch Sprühdosen benutzt, die bereits mit Treibmittel gefüllt sind, aber noch keine Farbe beinhalten. Über das Ventil wird dann eine vorher angemischte Farbe mechanisch in die Sprühdose gepresst. Somit ist es möglich, Kunden eine Vielzahl von Farbtönen in Sprühdosen anzubieten, ohne abgefüllte Farbsprühdosen in vielfältigen Tönen vorrätig halten zu müssen.

## Sicherheitscheck
Der letzte Schritt ist eine Sicherheitsprüfung der Dosen. Dabei durchlaufen gebrauchsfertige Sprühdosen in der Regel ein Warmwasser-Testbad bei 50 °C. Durch die hohe Temperatur steigt bei diesem Test der Druck in der Dose. Wenn eine Dose undicht wäre, würde der Inhalt teilweise in das Wasser entweichen und die Undichtigkeit anhand von Gasblasen sofort festgestellt. Alle fehlerhaften Behälter können so ausgeschleust werden. Inzwischen gibt es auch alternative Prüfmethoden, die defekte Dosen mit der gleichen Zuverlässigkeit aussortieren können. In jedem Fall gewährleisten aber die Hersteller, dass nur druckstabile und dichte Sprühdosen verpackt und ausgeliefert werden.

## Technische Details

### Das Sprühdosenprinzip
Durch den Innendruck der Spraydose wird ihr Inhalt genau dann als Aerosol freigesetzt, wenn man auf den Sprühkopf drückt. Das Geheimnis dieser Funktionsweise liegt in der Mischung von Wirkstoff (dem eigentlichen Produkt) und flüssigem Treibmittel im Inneren der Spraydose: Ein Teil des Treibmittels ist dabei im Wirkstoff gelöst und ein zweiter liegt gasförmig als „Druckpolster“ über dem Wirkstoff-Treibmittelgemisch. Wird der Sprühknopf betätigt, drückt das gasförmige Treibmittel den Inhalt durch das Ventil nach außen. In diesem Augenblick verdampft das Treibmittel in Bruchteilen von Sekunden und der zurückbleibende Wirkstoff verteilt sich fein und gleichmäßig.

### Zwei-Kammer-Dosen
Einige Wirkstoffe können oder sollen nicht ohne weiteres innerhalb der Dose mit einem Treibmittel gemischt werden – vor allem Produkte, die nicht sprühfähig sind, wie Pasten, Gele oder Emulsionen.
Durch die Trennung von Inhaltsstoff und Treibmittel können auch cremeartige oder dickflüssige Stoffe wie z. B. Rasiergele durch Betätigung des Ventils automatisch aus der Dose befördert werden.
In Deutschland ist das Ventilbeutelsystem verbreitet. Ein mit dem Ventil verbundener, beschichteter Aluminiumbeutel wird zusammengefaltet in die Dose eingebracht. Die Dose wird mit Treibmittel befüllt und das Ventil mit der Dose dicht verbunden. Erst dann wird das Produkt in den Beutel gefüllt. Das Treibmittel umgibt den produktgefüllten Beutel wie ein Kissen und übt den notwendigen Druck für die Entnahme des Produkts aus.
Eine andere „Zwei-Kammer-Methode“ ist die Verwendung eines Kolbens in der Dose, welcher ebenso Füllgut von der Druckkammer trennt. Aus den USA ist der Clayton-Kolben bekannt, wo es aber immer wieder zu Undichtigkeiten kommt. In Europa wird von einem deutschen Unternehmen eine Kolbendose mit dem patentierten ZIMA-Kolben angeboten, der hohe Absperrwerte bei guter Langzeitstabilität erreicht und den Einsatz von umweltfreundlichen Treibgasen wie Stickstoff, Kohlendioxid oder auch Druckluft erlaubt. Kolbensysteme können die Wiederbefüllbarkeit der Dosen erleichtern.
Zweikammer-Systeme ermöglichen die lageunabhängige Verwendung der Dose. Im Gegensatz zu Aerosoldosen können sie unabhängig davon entleert werden, ob das Ventil sich oben oder unten befindet.

### Ventiltechnik

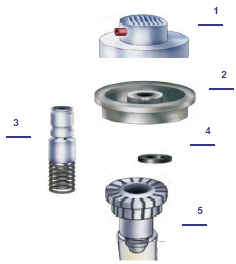
Aufbau des Ventils

Im Ventil einer Sprühdose sind mehr Einzelteile und Materialien verbunden, als im gesamten Rest der Dose. Ausgangspunkt ist ein oben offenes, kurzes Plastikröhrchen mit einem Loch in der Seite (3). Ein Gummiring (4) um das Röhrchen dichtet das seitliche Loch ab. An der unteren, verschlossenen Seite des Röhrchens ist eine Feder aufgesteckt, die mit dem unteren Teil des Röhrchens in einem Plastikgehäuse (5) sitzt. Der Gummiring liegt auf dem Rand des Gehäuses auf. Eine Metall-Halterung, der Ventilteller (2), presst diese Anordnung so fest, dass sich nur noch das Röhrchen bewegen kann. Wird das Röhrchen, auf dem der Sprühkopf (1) befestigt ist, nun nach unten gedrückt, bleibt der Gummiring in seiner Position und das kleine seitliche Loch schiebt sich unter ihn in das Innere der Dose. Gleichzeitig wird die Feder im Gehäuse zusammengedrückt. Durch den Druck in der Dose tritt das Gemisch aus Produkt und Treibgas durch das Röhrchen aus. Wird nicht mehr von oben gedrückt, wird das Röhrchen von der Feder nach oben in die ursprüngliche Position gebracht, und der Gummiring verschließt wieder das seitliche Loch. Es sprüht nun nicht mehr. Der untere Teil des Gehäuses und das Steigrohr aus Kunststoff sind ineinander gesteckt; durch das Steigrohr wird der Sprühdoseninhalt vom Boden der Dose nach oben zum Ventil gefördert. Und schließlich hält ein Ventilteller die Ventilbestandteile mit der Sprühdose zusammen.

### Sprüheigenschaften
Mit der Ventiltechnik werden die Sprüheigenschaften eines Produktes bestimmt. Für die unterschiedlichen Verwendungen werden verschiedene Sprühbilder mit jeweils besonderen Charakteristika benötigt. Eines der wichtigen Merkmale ist die Tröpfchengröße, die bestimmt, wie sich das gesprühte Produkt anfühlt und welchen Effekt es erreicht. Beim Sprühen von Haarspray zum Beispiel werden ganz feine Tröpfchen verteilt, ohne dass man diese Tröpfchen sieht. Ein solches, ganz fein gesprühtes Spray fühlt sich eher trocken an. Werden hingegen große Tröpfchen gesprüht, hat man einen stärkeren Nasseffekt. Vorteilhaft ist das bei allen Wirkstoffen, bei denen eine Oberfläche gleichmäßig leicht befeuchtet werden soll wie z. B. Möbelpflege. Die Tröpfchengröße wird von verschiedenen Komponenten bestimmt:
- Dem Verhältnis von Wirkstofflösung zu Treibmittel
- Der Größe der Ventilöffnung
- Der Größe der Sprühkopföffnung

Diese drei Einflussgrößen werden bei der Herstellung von Sprühdosen so aufeinander abgestimmt, dass die Tröpfchengröße ideal für die Anwendung des jeweiligen Wirkstoffes/Produkts geeignet ist. Rasierschaum zum Beispiel enthält etwa fünf Prozent Treibmittel, Haarspray dagegen etwa 40 Prozent. Der höhere Anteil an Treibmittel sorgt für die Aufspaltung der Wirkstofflösung bzw. des eigentlichen Produkts in kleinere, feinere Tröpfchen.

#### Sprühlackdosen

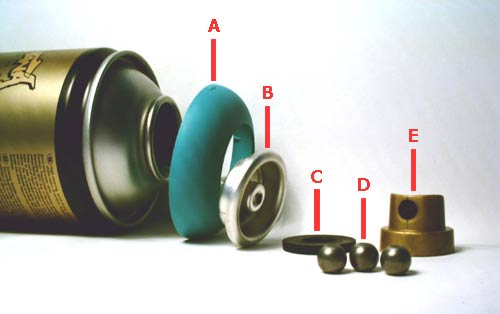
Montana Gold Bestandteile

Sprühlackdosen bestehen aus folgenden Einzelteilen (siehe Abbildung rechts):
- Die Dose selbst
- A – „Donut“, Kunststoffring im Farbton der Abfüllung
- B – Ventilsystem mit Steigrohr (Detailerklärung s. u.)
- C – Sprühsicherungsring
- D – Mischkugeln (typisches Charakteristikum für Sprühlackdosen)
- E – Sprühkopf

Das Ventil gliedert sich in folgende Bestandteile:
- Ventilteller
- Feder
- Gehäuse
- Steigrohr

Wichtig ist hier vor allem die Feder, denn ihre Eigenschaft bestimmt die Regelbarkeit des ausströmenden Aerosols beim Sprühen. Moderne Ventilsysteme von Belton und Montana haben sehr weiche Federn, die leicht zu drücken sind und mehr „can control“ bieten. Das bedeutet, dass man mit einer Düse und ein und derselben Dose verschiedene Strichstärken erzeugen kann. Das Steigrohr ist in modernen Dosen manchmal „selbstreinigend“, die Gebrauchsanweisung des jeweiligen Herstellers ist zu beachten. Früher sollte man die Dosen nach Gebrauch immer noch auf den Kopf stellen und sprühen, um so das Steigrohr zu entleeren.
Der Druck der Dose hängt vom Druck der Befüllung ab. Speziell für schnelles und großflächiges Sprühen hergestellte Dosen („Bombingcans“) stehen unter sehr hohem Druck und kommen ohne Mischkugeln aus, Art-Cans wie die Montana Gold, Sparvar oder auch Belton Premium sind mit weniger Druck abgefüllt und benötigen daher Kugeln zum Aufmischen der Farbe, die sich bei Lagerung von den Lösemitteln trennt und am Boden absetzt.

#### Düsen (Caps)

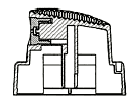
Düse der Firma Lindal

Die Düse beeinflusst das Sprühbild der Dose. Sie besteht aus
- Fassung: unterer Teil. z. B.: „tellerfüllend“
- Zwischendosierungsstift: Der Stift, der in die Dose eingeführt wird. Er enthält in der Regel einen Schaft bzw. Schlitz, durch den der Lack in das Cap gelangt.
- Wirbeldüse: Die von vorne zu erkennende Scheibe mit einem kleinen Loch, durch das die Farbe aus der Kappe austritt. Mit dieser Düse wird der Sprühwinkel gesteuert. Hinter der Scheibe liegt mit etwas Abstand ein kleiner Kolben, um den der Lack herumströmt.

Ist der Schlitz im Dosierungsstift zum Beispiel sehr breit, so ist es der Strahl auch. Ist zusätzlich das Loch in der Ventilscheibe sehr groß, wird der Inhalt nur noch gespritzt, nicht gesprüht, beispielsweise bei Rasierschaum.

## Entsorgung und Verwertung

### Entsorgung
Nach Gebrauch der Spraydose stellt sich die Frage nach einer ordnungsgemäßen Entsorgung. In Deutschland wird die Dose selbst durch die Abfallverzeichnis-Verordnung (AVV) nicht als gefährlicher Abfall eingestuft. Die in den Aerosoldosen enthaltenen Stoffe hingegen weisen mitunter gefährliche Eigenschaften auf. Sofern Sprühdosen vollständig entleert sind, können sie bei Kennzeichnung mit dem Label Der Grüne Punkt über den Gelben Sack oder die Gelbe Tonne entsorgt werden. Unvollständig entleerte Spraydosen sind einer Schadstoffsammlung zuzuführen, da eine nicht sachgemäße Entsorgung von Sprühdosen Verpuffungen, Explosionen und Brände bei Lagerung, Transport und Verarbeitung des Materials zur Folge haben kann.

### Verwertung
Sprühdosen bestehen aus Aluminium und Weißblech. Nach der vollständigen Entleerung der gebrauchten Dosen werden diese Stoffe nahezu vollständig recycelt und nach Zerkleinerung und Einschmelzung sortenrein zu Blechen verarbeitet. Die darin enthaltenen Gase oder Flüssigkeiten werden abgesaugt und soweit möglich zurückgewonnen oder umweltgerecht beseitigt. Das Recycling von Sprühdosen benötigt weniger Energie als die Herstellung neuer Behältnisse.